# 三澤車站 (青森縣)
40°40′07.82″N 141°21′13.11″E / 40.6688389°N 141.3536417°E
三澤車站（日语：／ Misawa eki */?）是一位於日本青森縣三澤市，由青森鐵道與日本貨物鐵道（JR貨物）所共用的鐵路車站。原本十和田觀光電鐵線在此設站，但該線已於2012年4月1日起停駛廢線。
除了客運業務外，JR貨物雖然在本站也設有貨運車站，但目前卻只是車攜貨運（車扱貨物）業務的臨時收貨站而已，既無貨運列車從本站發車，也沒有相關的裝卸設備，更無貨運專用線在本站接續。然而，在三澤車站這裡有條通往駐日美軍與航空自衛隊共用的三澤基地、全長7.9公里的專用線，這是過去為了從八戶線上的本八戶車站載運石油至三澤基地而設的專用支線，但在2006年6月之後就已停用廢線。

## 車站結構

### 月台配置
側式月台1面1線與島式月台1面2線，合計2面3線的地面車站。是青森縣內少數設有跨站式站房的車站。日本國有鐵道（國鐵）、東日本旅客鐵道（JR東日本）時代是特急和急行列車的停車站。
| 月台 | 路線        | 方向 | 目的地           | 備註                |
| ---- | ----------- | ---- | ---------------- | ------------------- |
| 1    | ■青森鐵道線 | 下行 | 野邊地、青森方向 |                     |
| 2、3 | ■青森鐵道線 | 上行 | 八戶、三戶方向   | 3號月台只限部分列車 |

### 十和田觀光電鐵（廢線）

#### 站房
以木搭成的兩層站房一座。

### 曾經存在的路線
十和田觀光電鐵
■十和田觀光電鐵線
三澤－大曲

## 相鄰車站
青森鐵道
■青森鐵道線
□快速「下北」
八戶－下田（上行有部分列車通過）－三澤－（部分停靠上北町）－野邊地
□快速（青森方面到發之內不記述）
下田－三澤－上北町
□快速（青森方向到發之上行1班）、■普通
向山－三澤－小川原

## 外部連結
- 青森鐵道三澤站